# جانگ هه جین (خواننده)
جانگ هه جین (کره‌ای: 장혜진؛ زادهٔ ۱۵ مهٔ ۱۹۶۵) خواننده اهل کره جنوبی است.